# Orcevaux
Orcevaux település Franciaországban, Haute-Marne megyében. Lakosainak száma 96 fő (2022. január 1.). Orcevaux Baissey, Brennes, Flagey, Verseilles-le-Bas és Verseilles-le-Haut községekkel határos.

## Népesség
A település népességének változása:
| Lakosok száma | 92   | 81   | 83   | 103  | 107  | 97   | 99   | 102  | 102  | 96   |
|               | 1968 | 1982 | 1990 | 2006 | 2013 | 2015 | 2017 | 2019 | 2020 | 2022 |